# Aage Bohr
Aage Niels Bohr (født 19. juni 1922 i København, død 8. september 2009) var en dansk fysiker; søn af Niels Bohr. Professor ved Københavns Universitet 1956-92; bestyrer af Niels Bohr Institutet 1963-70; direktør for NORDITA 1975-81. 
Han har især arbejdet med tilstande i atomkernerne, hvor energien er fordelt på mange nukleoner (kollektive tilstande). Talrige hædersbevisninger, blandt andre H.C. Ørsted Medaljen i 1970, Nobelprisen i fysik i 1975 og Ole Rømer-medaljen i 1976. Nobelprisen i fysik blev delt med James Rainwater og Ben Roy Mottelson. Ole Rømer-medaljen blev også delt med Mottelson. De to forskeres hovedværk er Nuclear Structure 1-2 (1969 og 1975).
Ophold på Princeton University sidst i 1940'erne.
Aage Bohrs søn Vilhelm A. Bohr er læge og forsker i aldring ved USA's Nationale Sundhedsinstitut (National Institute of Health). Hans anden søn, Tomas Bohr, er professor i fysik på DTU Fysik.